# Prosopocera quadrisignata
Prosopocera quadrisignata là một loài bọ cánh cứng trong họ Cerambycidae.